# Apabhramsha
Apabhraṃśa són els dialectes que es desvien de la normativa de la gramàtica sànscrita. El terme és utilitzat pels gramàtics sànscrits des de Patanjali, apabhraṃśa vol dir literalment en sànscrit «corrupte» o «llengua no-gramatical». El terme s'utilitza per designar els dialectes que formen la transició entre les llengües de l'alta edat mitjana i les llengües modernes, en un període comprès entre els segles VI i XIII, malgrat que alguns estudiosos fan un ús més estricte per referir-se al període de transició, incloent-hi el període més recent de les llengües indoàries mitjanes.
La paraula pràcrit (que inclou pāli) és utilitzada per indicar els dialectes populars de l'Índia parlats fins als segles IV a VIII, però alguns estudiosos utilitzen el terme pràcrit durant tot el període indoari mitjà. Les llengües indoàries mitges es van transformar gradualment en apabhraṃśas que es van utilitzar fins al segle xv. Els apabhraṃśas van evolucionar en llengües modernes que actualment són parlades per milions de persones. Les llengües com l'hindi (337 milions de parlants), el bengalí (232 milions de parlants), el marathi (90 milions), l'urdú (160 milions de parlants), el gujarati (46 milions) o el sinhala (15 milions de parlants), són llengües representatives del grans estats moderns, a diferència del sànscrit (>50 mil parlants) que ha caigut en desús avui en dia. Els límits d'aquests períodes són una mica confusos, és a dir, no estrictament cronològics. Sovint es considera que les llengües modernes del nord de l'Índia van començar a desenvolupar una identitat pròpia al voltant del segle xi, mentre els apabhraṃśas encara estaven en ús, i van esdevenir completament diferents cap a finals del segle xii.
Una part important de la literatura apabhraṃśa s'ha trobat a les biblioteques jainistes. Mentre que Amir Khusro i Kabir escrivien en una llengua similar a l'hindi modern, molts poetes, especialment en regions que encara estaven governades per reis hindús, seguien escrivint en apabhramsha. Alguns autors en apabhraṃśa són: Sarahapad de Kamarupa, Devasena de Dhar (s.IX), Pushpadanta de Manyakheta (s.IX), Dhanapal, Muni Ramsimha, Hemachandra de Patan o Raighu de Gwalior (s.XV). Un exemple primerenc de l'ús de l'apabhraṃśa el trobem en el Vikramorvashiyam de Kālidāsa, en el que Pururava pregunta als animals del bosc sobre la seva estimada desapareguda.